# 东陵孢堆黑粉菌
东陵孢堆黑粉菌（学名：Sporisorium tanglinense）是属于黑粉菌目黑粉菌科孢堆黑粉菌属的一种真菌，寄生在鸭嘴草属植物上。该种分布于中国、日本、越南、印度、斯里兰卡、马来西亚、新加坡、菲律宾、印度尼西亚等地。